# Åke Andersson (friidrottare)
Ernst Åke Ryttern Andersson, född 2 september 1925 i Rytterne församling, Västerås, död där 3 mars 2005, var en svensk idrottsman (långdistanslöpare). Han tävlade för IFK Västerås. Vid OS i Helsingfors 1952 deltog han på 5 000 meter och kom på åttonde plats.
Åke Andersson är gravsatt i minneslunden på Rytterne kyrkogård.